# RTS Couleur 3
RTS Couleur 3 ist ein öffentlich-rechtliches, werbefreies Hörfunkprogramm von Radio Télévision Suisse (RTS) und somit auch Teil der SRG SSR. Es ist auf eine jugendliche Zielgruppe ausgerichtet. RTS Couleur 3 hat sich nicht nur auf Pop-Rock-Musik spezialisiert, sondern bietet (zum Teil in Sondersendungen) ein Spektrum von Heavy-Metal bis Ambient-Trance, das mitunter für den Durchschnittsgeschmack schnell variieren kann. Besondere Beachtung bei der Musikauswahl finden auch schweizerische sowie französischsprachige Bands. Der Wortanteil, der weitgehend französischsprachig ist, steigt in satirischen und eher literarisch angelegten Hörspiel-Sendungen (z. B. Les Griottes) auf bis ca. ein Drittel, ist sonst aber für französischsprachige Verhältnisse mit ca. ein Viertel eher gering.
Besonders zu erwähnen (wegen ihrer hohen Repräsentanz für den Sender) ist die Sendung La Planète Bleue (Der Blaue Planet), einer Art politisch-zivilisationskritische Hörspiel-Musiksendung mit variierenden Umwelt- oder ethnologischen Themen. Die Erde wird als lebendes Wesen gesehen (Gaia-Hypothese) und auf diverse Befindlichkeitsstörungen im Zusammenhang mit menschlichen Einwirkungen auf den Organismus Erde untersucht. Die Musikauswahl ist bei ethnologischen Themen auf den betreffenden Kulturkreis fokussiert.
In Deutschland war Couleur 3 eingeschränkt (Radio Dreyeckland auf 104,6 MHz aus Mulhouse kann Störungen verursachen) auch im Markgräflerland bis zum südlichen Kaiserstuhl und vereinzelt auch am Hochrhein auf 104,8 MHz (Sender Les Ordons), in Höhenlagen (Schwarzwald) bei guten Bedingungen auch über den Sender Chasseral (104,2 MHz) hörbar. Seit dem 1. Januar 2025 kann der Sender nur noch per DAB, sowie über Webstreaming, empfangen werden. Europaweit wird Couleur 3 über Satellit von Eutelsat Hotbird (Position 13° Ost) im SRG-SSR-Paket verbreitet.
In Frankreich wurde es bis 2009 rechtlich gesehen als Privatsender verbreitet und mit Werbung unterlegt. Ausserhalb des eigentlichen Sendegebiets (der Westschweiz) existierten weitere UKW-Sender in Lyon, Chambéry, Grenoble und Chamonix, so dass das Programm auch in grossen Teilen der französischen Region Rhône-Alpes zu empfangen war. Das in Frankreich ausgestrahlte Programm unterschied sich hauptsächlich in der Werbung und in wenigen Programmteilen von der Schweizer Version.
Die Studios von RTS Couleur 3 befinden sich in Lausanne.

## Senderlogos

Bis 29. Februar 2012
Bis 15. September 2016
Bis 26. August 2024
Aktuelles Logo